# FirstOntario Centre
Das FirstOntario Centre (ursprünglich Copps Coliseum) ist eine Multifunktionsarena in der kanadischen Stadt Hamilton, Provinz Ontario. Es war von 2015 bis 2023 die Heimspielstätte der Hamilton Bulldogs aus der Ontario Hockey League. Seit 2021 ist sie die Heimat der Toronto Rock aus der National Lacrosse League (NLL). Die Arena wurde 1985 eröffnet und war bis 2014 nach Victor Copps, einem früheren Bürgermeister der Stadt Hamilton, benannt. Am 27. Januar 2014 wurde bekanntgegeben, dass die Arena zukünftig, mit Zustimmung der Copps-Familie, den Sponsornamen FirstOntario Centre tragen wird. Das lokale Kreditinstitut FirstOntario Credit Union zahlt 3,5 Millionen CAD über zehn Jahre.

## Geschichte

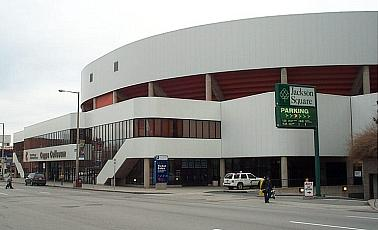
Außenansicht

Die Bauarbeiten an der Arena begannen im Jahr 1983 und wurden 1985 abgeschlossen, die Baukosten beliefen sich auf 33,5 Mio. US-Dollar. Hinzu kamen zusätzliche 2,3 Mio. US-Dollar für die Errichtung des nahegelegenen Parkhauses. Die Anzeigetafel befand sich vorher in der Winnipeg Arena und wurde für 214.000 Dollar erworben.
Nach anfänglichen Hoffnungen, dass sich ein NHL-Franchise in Hamilton niederlassen könnte, wurde die Halle zunächst lediglich von Juniorenmannschaften aus der Ontario Hockey League genutzt. Mit den Hamilton Canucks bekam die Stadt 1992 schließlich ein eigenes Team in der American Hockey League, das allerdings nach nur zwei Spielzeiten nach Syracuse, New York, umzog und dort als Syracuse Crunch weiterspielte. Von 1996 bis 2015 war das Copps Coliseum das Zuhause des AHL-Franchises Hamilton Bulldogs, einem ehemaligen Farmteam der Edmonton Oilers aus der NHL und später Kooperationspartner der Montreal Canadiens. 2015 wurde das Team umgesiedelt, sodass nun ein anderes Franchise gleichen Namens aus der Ontario Hockey League die Arena nutzt.
1986 war das Copps Coliseum zudem Austragungsort der Junioren-Weltmeisterschaften. Im entscheidenden Spiel schlug die UdSSR die Gastgeber aus Kanada und wurde damit bei der zehnten Austragung zum siebten Mal U20-Weltmeister. Im folgenden Jahr war das Stadion zudem Hauptaustragungsort des Canada Cups sowie Spielstätte bei der Austragung 1991.
Am 24. Januar 1988 wurde in der Arena der erste Royal Rumble in der Geschichte der WWE ausgetragen. Gewonnen wurde der Massenkampf von Jim Duggan.
Im Jahr 1990 fand im Copps Coliseum die Finalrunde um den Memorial Cup, die offizielle kanadische Juniorenmeisterschaft, statt. Mit 17.388 Zuschauern konnte am 13. Mai bei der Begegnung Oshawa Generals gegen Kitchener Rangers der Zuschauerrekord für ein Spiel dieses Turniers aufgestellt werden. Obwohl das Stadion niemals ein NHl-Team beherbergte, fanden in den Spielzeiten 1992/93 und 1993/94 mehrere reguläre Saisonspiele der in der Nähe beheimateten Toronto Maple Leafs und Buffalo Sabres im Coliseum statt.
Zusammen mit dem SkyDome und dem Maple Leaf Gardens in Toronto war das Copps Coliseum 1994 Austragungsort der Basketball-Weltmeisterschaft 1994, zudem trugen die Toronto Raptors in den späten 1990er-Jahren einige NBA-Heimspiele in der Arena aus.
Vom 3. bis 11. März 2007 war die Halle Spielstätte der kanadischen Curling-Meisterschaften. Im selben Jahr machte der Milliardär Jim Balsillie, Vize-Geschäftsführer von Research In Motion, ein 220-Millionen-Dollar-Angebot zum Kauf der Nashville Predators aus der NHL. Sein Plan war es, dass Franchise in Hamilton anzusiedeln und während der Errichtungsphase einer neuen Arena im Copps Coliseum unterzubringen oder die alte Spielstätte nach NHL-Vorgaben zu renovieren. Das Kaufangebot wurde allerdings nicht angenommen.

## Konzerte
Neben den sportlichen Veranstaltungen wird das FirstOntario Centre für Konzerte genutzt.